# Leucothoe tonkinensis
Leucothoe tonkinensis är en ljungväxtart som beskrevs av Paul Louis Amans Dop. Leucothoe tonkinensis ingår i släktet Leucothoe och familjen ljungväxter. Inga underarter finns listade i Catalogue of Life.